# Krawców-Wierch-Hütte
Die Krawców-Wierch-Hütte (pl. Bacówka PTTK na Krawcowym Wierchu) liegt auf einer Höhe von 1038 Metern Höhe in Polen in den Saybuscher Beskiden auf der Alm Hala Krawcula im Gipfelbereichs des Krawców Wierch. Das Gebiet gehört zur Gemeinde Ujsoły. Die Hütte ist nach dem Berg benannt.

## Geschichte
Die Hütte wurde 1976 vom Gebirgsverein Klubu Bacówkarza eröffnet. Die Hütte steht nunmehr im Eigentum des PTTK. In den 2000er Jahren wurde die Hütte ausgebaut und erneuert. Bis 2007 befand sich ein polnisch-(tschecho)slowakischer Grenzübergang unweit der Hütte. Seit 2007 gehören Polen und die Slowakei zum Schengen-Raum und die Grenze kann an jeder beliebigen Stelle passiert werden. Die Hütte liegt unweit des Beskidenhauptwanderwegs. Von ihr erstreckt sich der Blick über die Südlichen Westbeskiden bis zur Kleinen Fatra in der Slowakei.

## Touren
Gipfel in der näheren Umgebung der Hütte sind:
- Trzy Kopce (1216 m)
- Krawców Wierch (1075 m)
- Wilczy Groń (960 m)